# Зайцев, Михаил Васильевич
Михаил Васильевич Зайцев (24 октября 1921 года, Батеево, Цивильский уезд, Чувашская автономная область, РСФСР — 24 июля 1985 года, Чебоксары, Чувашская АССР) — советский государственный деятель. Председатель Совета Министров Чувашской АССР.

## Биография
Окончил Канашское педагогическое училище (1939), Чувашский государственный педагогический институт (1950).
В 1939—1942 — учитель истории и географии, зав. учебной частью Тансаринской семилетней школы Урмарского района.
С 1942 года работал на Урмарской МТС, в Урмарском райкоме ВКП(б), Наркомате земледелия Чувашской АССР.
Секретарь Чурачикского райкома ВКП(б) (1944—1947), первый секретарь Моргаушского райкома ВКП(б) (1947—1952), первый секретарь Чебоксарского райкома КПСС (1952—1955).
Заместитель председателя Совета Министров Чувашской АССР (1955—1961), первый секретарь Чебоксарского горкома КПСС (1961—1962), Председатель Совета Министров Чувашской АССР (1962—1975).
Депутат Верховного Совета СССР 6 — 8 созывов.
В 1975—1985 — работал ответственным секретарем Чувашского Комитета защиты мира и заместителем председателя Чувашского республиканского отделения Советского фонда мира.
Кандидат исторических наук (1985).

## Труды
Автор трудов по истории советского периода: «Советы — органы власти, организаторы масс» (1974), «Ступени роста (развитие экономики и культуры Чувашии за годы девятой пятилетки» (1978).